# Luftwaffenstützpunkt Besmer

i7
i11
i13
Der Luftstützpunkt Besmer (bulgarisch Авиобаза Безмер) ist ein bulgarischer Militärflugplatz der bulgarischen Luftstreitkräfte. Die 22. Schlachtfliegerbasis, 22 Schturmowa Awiobasa, 22 Щурмова авиобаза (22. SchtAB, 22 ЩАБ), liegt zwischen den Dörfern Besmer und Boljarsko, etwa 30 km südöstlich von Sliwen unweit der Eisenbahnlinie Sofia – Burgas in der Oblast Jambol in der Oberthrakischen Tiefebene. Das namensgebende Dorf Besmer hat seinen Namen von Knjas Besmer, der bekannter ist unter dem Namen Batbajan (7. Jahrhundert n. Chr.).
Daneben dient der Flugplatz unter der Bezeichnung Bezmer Air Base als eine von mehreren Militärbasen der Vereinigten Staaten in Bulgarien. 

## Geschichte
Die strategische Lage und die besonders günstigen Wetterbedingungen der Region wurden schon während des Ersten Weltkrieges geschätzt, als die deutsche kaiserliche Luftwaffe eine Zeppelinbasis in Jambol baute, die sie für Aufklärungs- und Bombenflüge nach Rumänien, Russland, den Sudan und Malta nutzte.
1955 war auf der Fliegerbasis Besmer das 22. Jagdfliegerregiment stationiert, das später in das 22. Jagdbombenfliegerregiment der bulgarischen Luftstreitkräfte umgewandelt wurde. Dies flog früher Jagdbomber und Aufklärungsflugzeuge der Typen Su-22М-4 und UM-3K und anschließend Su-25-Schlachtflugzeuge.
Im Rahmen der Partnerschaft für den Frieden haben bulgarisches Militärpersonal und Flugzeuge an gemeinsamen Militärübungen in der Türkei, Bulgarien, Rumänien und Frankreich teilgenommen (Übungen: Cooperative Key; Immediate Response 2005, Immediate Response 2006).

## Heutige Nutzung
Der Luftwaffenstützpunkt Besmer hat ein modernes Kommunikations-, Informations- und Navigationssystem. Eine zweite Modernisierungsphase und die Verbesserung der Infrastruktur sind angelaufen  – unter anderem eine Verlängerung der Start- und Landebahn, damit auch schwerere Flugzeugtypen starten und landen können.
Heute ist in Besmer nach wie vor eine Staffel Su-25K/UBK-Erdkampfflugzeuge der Bulgarischen Luftstreitkräfte stationiert, die 1/22 Shturmova Avio Eskadrila.
Daneben nutzen die USA den Flugplatz. Einige Experten zählen Besmer zu den sechs wichtigsten US-Stützpunkten außerhalb der USA.

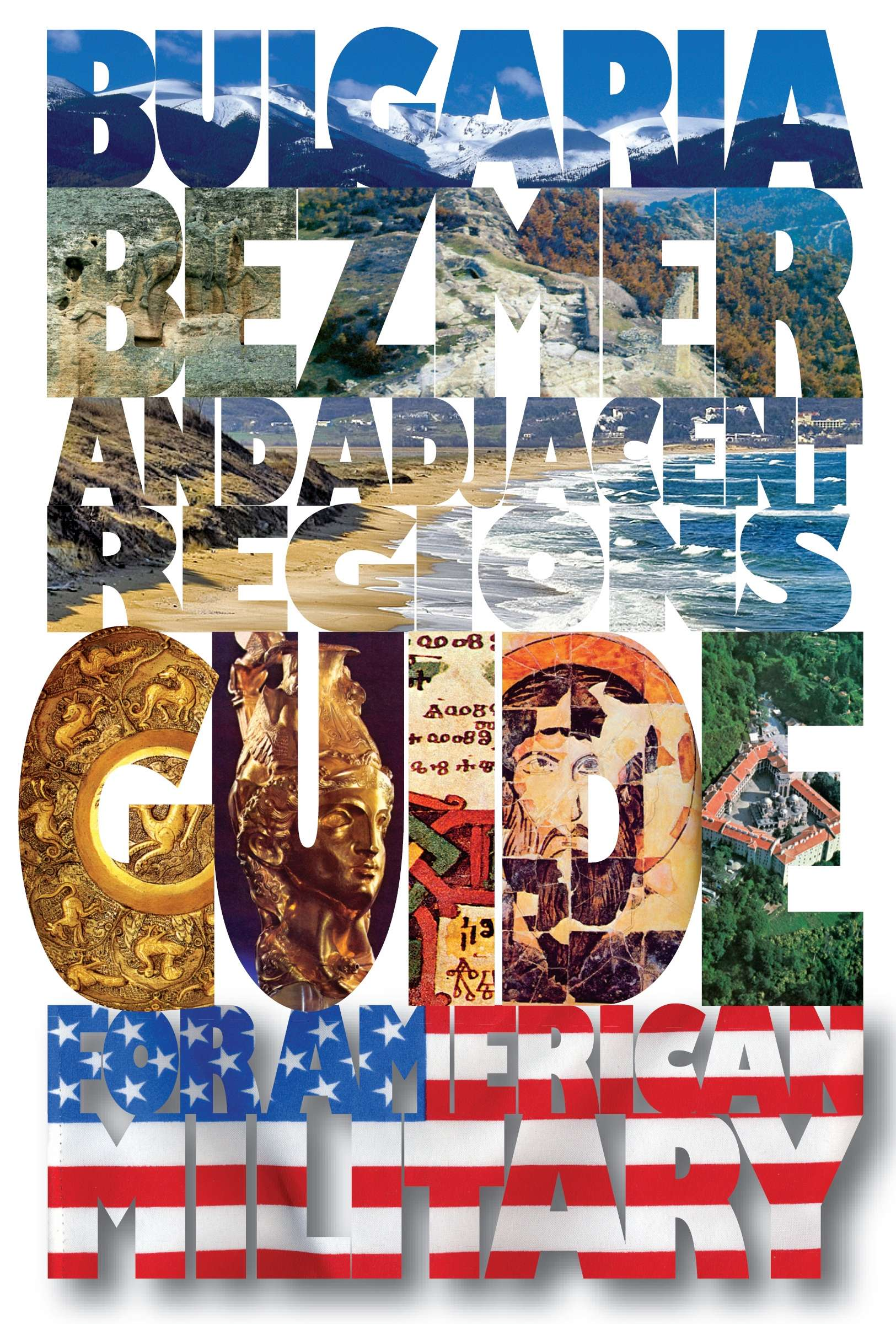
Besmer und angrenzende Regionen: Ein Führer für Amerikanisches Militär
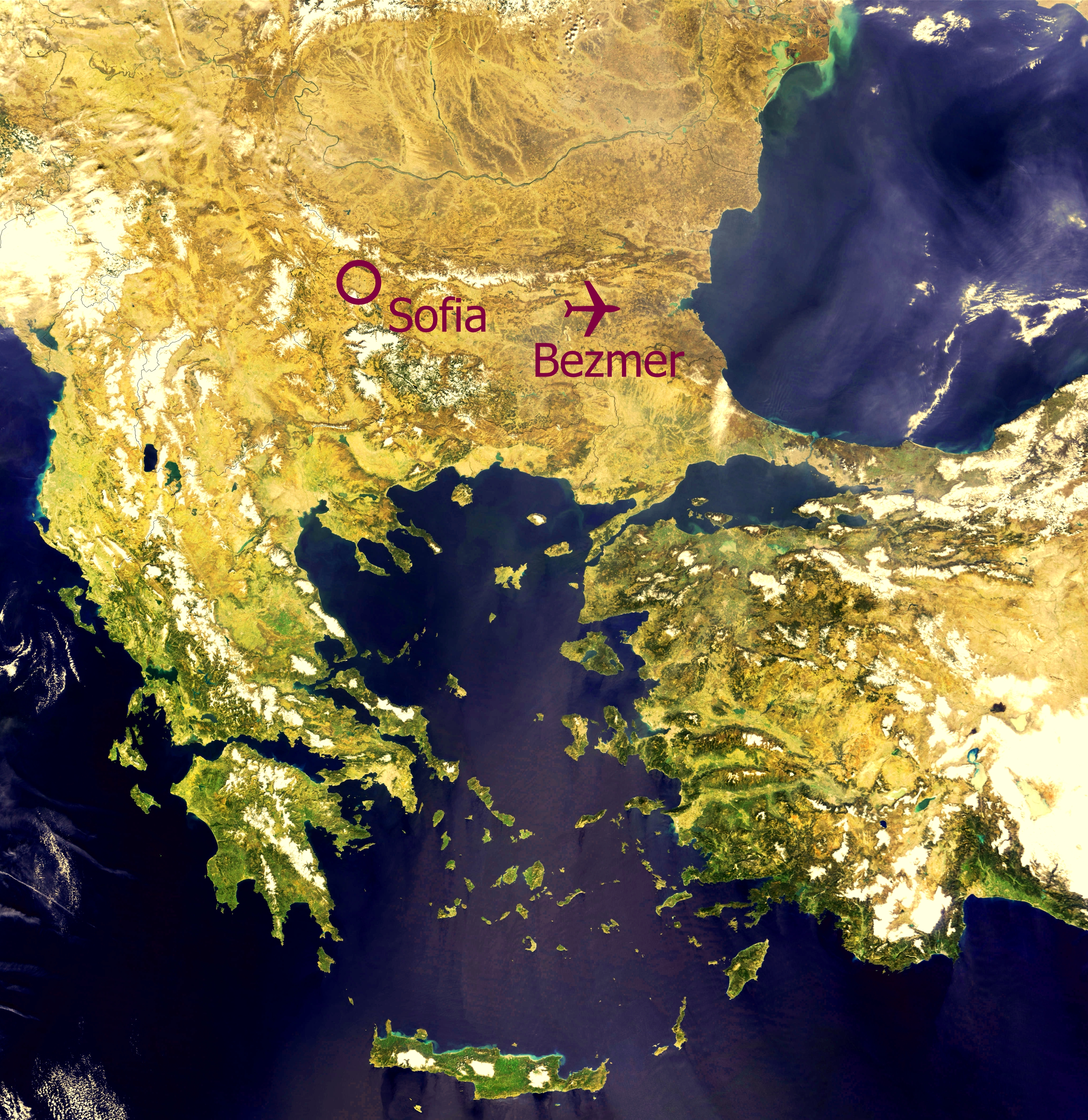
Position des Luftwaffenstützpunkt Besmer